# 주광둥 홍콩 특별행정구 정부 경제무역판사처
주광둥 홍콩 특별행정구 정부 경제무역판사처(중국어: 香港特別行政區政府駐粵經濟貿易辦事處, 영어: Hong Kong Economic and Trade Office in Guangdong, 준말: GDETO)는 중화인민공화국 홍콩 특별행정구 정부가 중화인민공화국 광둥성 광저우시에 설치한 홍콩 경제무역대표부이다. 2002년 7월에 정식 설립되었으며 정제내지사무국에서 관할한다.

## 기능
판사처는 홍콩과 광둥성, 광시 좡족 자치구, 하이난성, 푸젠성, 장시성 5개 성급행정구 간의 경제·무역 관계를 촉진시키고 해당 지역과의 협력을 강화하는 역할을 한다. 또한 광둥성, 광시 좡족 자치구, 하이난성, 푸젠성, 장시성에 거주하는 홍콩 시민들에 대한 긴급 지원 임무도 수행한다.
판사처는 광둥성 선전시(2010년 8월 설립), 광시 좡족 자치구 난닝시(2012년 2월 27일 설립), 푸젠성 푸저우시(2017년 4월 18일 설립)에 산하 연락사무소를 운영하고 있다. 이들 연락사무소는 홍콩과 광둥성 선전시, 광시 좡족 자치구, 푸젠성 간의 협력을 촉진하는 역할을 한다. 또한 해당 지역들에 거주하는 홍콩의 기업인들과 시민들을 지원하고 지방정부, 비정부 기구, 상공회의소와의 유대를 강화하는 역할을 한다.

## 역대 대표
1. 렁박얀 (중국어: 梁百忍, 임기: 2002년 7월 ~ 2009년 1월)
2. 정와이윈 (중국어: 鄭偉源, 임기: 2009년 1월 ~ 2011년 7월)
3. 쥐깅만 (중국어: 朱經文, 임기: 2011년 7월 11일 ~ 2014년 5월 25일)
4. 당가헤이 (중국어: 鄧家禧, 임기: 2014년 5월 26일 ~ 2019년 3월 31일)
5. 찬쉰이우 (중국어: 陳選堯, 임기: 2019년 4월 1일 ~ 현재)

## 같이 보기
- 홍콩 경제무역대표부